# Un mari de trop
Un mari de trop (übersetzt etwa: Ein Ehemann zuviel) ist ein französisch-belgischer TV-Film, realisiert von Louis Choquette.

## Handlung
Stéphanie Vasseur, 28 Jahre, aus bescheidenen Verhältnissen aus Calais in Nordfrankreich stammend, wurde zur Chefredakteurin des renommierten Modemagazins "GLAM" ernannt. Sie ist zufrieden, denn sie bekam zudem noch einen Heiratsantrag vom charmanten Rechtsanwalt Gregor de Rougemont. Doch Stéphanie hatte bislang etwas hochgestapelt, ihre Herkunft verleugnet und gelogen. Sie ist noch mit ihrer Jugendliebe Alex verheiratet. Als sie ihr Zuhause besucht und mit ihrem Ehemann, ihrer Familie und ihren Wurzeln konfrontiert wird, denkt Stéphanie über ihre Entscheidungen und ihre Verlobung mit dem Rechtsanwalt nach.

## Informationen
- Die Hauptperson wird von der französischen Sängerin Lorie gespielt, die im Abspann des Films mit dem Namen Lorie Pester erscheint. Der französische Fernsehsender TF1 entschied im Juli 2009 einen Film mit Lorie in der Hauptrolle zu produzieren, ohne einen Titel oder gar eine Story parat zu haben.[1]
- Während einer Stunt-Szene verletzte sich Lorie am Sprunggelenk.[1]
- Die Dreharbeiten zu Un mari de trop fanden vom 20. Mai bis 20. Juni 2010 in den französischen Städten Paris und Calais sowie deren Umgebung statt.[2]
- Der französische Schauspieler Alain Delon hat eine Gastrolle in dem Film. Er spielt den Vater von Grégoire de Rougemont, dem Verlobten von Stéphanie Vasseur. Delons Mitwirkung wurde erst einen Tag vor Drehbeginn bekannt.[1]
- Der TV-Film wurde beim Festival de la fiction TV in La Rochelle nominiert.
- Um den Film zu promoten, wurde ein Blog eröffnet. Auf diesen schreibt die Hauptperson, Stéphanie Vasseur, verschiedene Einträge über ihren neuen Job als Chefredakteurin bei GLAM.[3]

## Erste Ausstrahlung
| Land       | Sender | Datum der Ausstrahlung |
| ---------- | ------ | ---------------------- |
| Belgien    | La UNE | 4. Oktober 2010        |
| Schweiz    | TSR1   | 5. Oktober 2010        |
| Frankreich | TF1    | 11. Oktober 2010       |